# Яшка
Сказка «Яшка» — явление беспрецедентное в истории детской литературы. Никто никогда не осмеливался говорить с детьми о боге так, как заговорил об этом А. М. Горький.
Горькому удалось успешно сочетать наивность христианской легенды с добродушной иронией северного балагура-рассказчика и сохранить во всей силе внутреннюю антирелигиозную направленность.
«Яшка» — сказка Максима Горького. Рассматривается и как антирелигиозная сказка для детей, и как философский памфлет для взрослых.
Сказка открывала в 1919 году первый номер первого советского детского журнала «Северное сияние».

## История создания и публикации
Сказка «Яшка», не входит в цикл «Русские сказки», написанный Горьким в 1912 году, но в литературоведении считается, что эта сказка продолжает линию этого цикла.
Прямых сведений о времени написания сказки «Яшка» нет, предполагается, что замысел её относится к тому же периоду, когда Горьким писался цикл сказок. Стоит отметить, что в раннем рассказе Горького «Роман» главного героя — мальчика из типографии, также зовут Яшка, и ему также 11 лет.
Сам сюжет сказки позаимствован Горьким из фольклора — народный вариант сказки рассказывал о солдате, который попал в рай, но не понравилось ему райское житьё. При этом литературоведами отмечается, что на основе народного мотива Горький создал новое оригинальное произведение.
Появление сказки в печати связано с созданием первого советского детского журнала, по поручению А. В. Луначарского один из работников Наркомпроса попросил у Горького какое-нибудь произведение, и Горький передал в будущий журнал найденную им в своем архиве старую, ненапечатанную сказку «Яшка».
Впервые напечатана в журнале для детей «Северное сияние» № 1-2 за 1919 год, сказка открывала этот журнал.
Сказка была вскоре переиздана агитпоездом имени Ленина в Самаре в качестве подарка детям ко второй годовщине Великой Октябрьской социалистической революции.
Публиковалась и позднее, например, — в журналах «30 дней» (№ 6, 1938) и «Костёр» (№ 5, 1940), в изданном в 1956 году в «Библиотеке „Крокодила“» сборнике М. Горького «Енблема».

## Сюжет
«Жил-был мальчик Яшка» на земле его постоянно били, потерпел он до десяти лет и на одиннадцатом помер и попал в рай.
В раю Яшка видит красивую природу, казалось бы, жить и радоваться, но прекрасную картину омрачают святые угодники, которые «хороводом ходят и мучениями своими хвастаются». Мальчик не доволен увиденным, святые угодники производят на него гнетущее впечатление. Яшку удивляло то, что все они считали своей заслугой мучения и долготерпение. Они не замечают вокруг красоты природы и заняты только тем, что постоянно говорят о своём. Надоели они и самому богу, который устал их слушать и не прочь был повеселиться. От всего этого стало Яшке скучно, хотя и не били его и не морили голодом. Так заскучал он, что ни есть, ни пить ему не хотелось. Стал Яшка на землю проситься и даже согласен был, чтобы его снова там били, если будет за что, и жаловаться не хотел на своё житьё.
Райскую жизнь он хотел поменять на жизнь земную. Яшка решил служить людям на земле, а не жаловаться богу в раю на свои мучения. Хотел он помогать людям в трудах, утешать в горе, веселить в печалях. Несмотря на свою тяжелую жизнь, Яшка сохранил жизнерадостность и доброту. На земле он хочет научиться играть на балалайке, чтобы потом, когда умрет, веселить бога.

— Ну, спасибо тебе, друг мой милый, — за все века ты первый пожалел меня! Иди — жалей всех людей земных, служи им верою, как богу! Иди дружок, живи во славу людям!

— Прощай! — сказал Яшка, кивнув головой господу. — Не скучай, я скоро вернусь!

## Литературоведческая критика
Финал сказки «Яшка» воспринимается как смелый вызов самодовольно-тупому, паразитическому мещанскому райскому благополучию. Горький выступает против развращающей философии смирения, покорности, пассивной жертвенности. В сказке высмеиваются религиозные выдумки о загробной жизни, о рае, о святых.— Фёдор Иванович Сетин
Сказка Горького «Яшка» утверждает, что всё земное прекраснее всякой мечты о райском житье. Четко обрисованная черта в образе самого Яшки: его любовь к жизни со всеми её радостями и печалями.
 И любовь его к жизни побеждает смерть.
Впервые в литературоведении эта сказка была отмечена В. А. Десницким в статье 1947 года.
Горький сам определил жанр как «сказка» и сам поместил её в детский журнал, рассчитанный на детей 9-12 лет.
При этом в журнале Академии наук СССР «Вопросы советской литературы» в 1957 году отмечалось, что один из фрагментов сказки — «вряд ли мог быть понят ребенком 9 — 12-летнего возраста», что объясняется тем, что «сказка безусловно в момент своего создания не предназначалась для детского чтения», так как «она требовала понимания намёков на события, изложенные в „житиях святых“».
Литературоведом И. С. Эвентовым замечено, что в жанровом отношении произведение можно рассматривать и как памфлет: «сатирическая сказка „Яшка“ могла служить и антирелигиозной сказкой для ребят, и философским памфлетом для взрослых». Отмечалось, что сказка «выполнена в духе популярных в то время аллегорий … рай, изображен Горьким в духе саркастической иронии».
При этом построение сюжета по «классическому» сказочному сюжету отметила А. П. Бабушкина, заведующая кафедрой детской литературы и библиотечной работы с детьми Московского государственного библиотечного института:

Сказки «Случай с Евсейкой» и «Яшка» отдалённо напоминают сказку о мальчике с пальчик. Это сказки о, том, как изобретательно выбираются мальчики из того безвыходного положения, в которое попали. Но герои сказок живые, реальные, современные дети трудового народа. Евсейка, как Садко, попал на дно моря. Положение Яшки ещё труднее… Он умер и попал в рай…
Но в то же время, как отмечено М. И. Алексеевой, в сказке, как и в других произведениях в первом номере первого советского детского журнала, образ её героя — «противостоит традиции»:

Противостоит традиции и образ Яшки. В дореволюционной печати публикация произведения со столь ярко выраженной антирелигиозной направленностью была невозможна. Снижая «божественную» тему, с юмором рассказывает Горький о нытье святых угодников, о девах-великомученицах, «сложенных в поленницы», об апостоле Павле, который «весь этот интернационал устроил». Лишен божественного ореола и сам господь бог Саваоф. Он бы не прочь повеселиться, да святые угодники его совсем замучили. Читатель видит рай глазами Яшки — веселого, никогда не унывающего человека.
Антирелигиозный характер сказки, как отмечается литературоведами, соответствовал времени её создания:

Для 1919 года, когда А. М. Горький написал сказку «Яшка», искоренение религиозных предрассудков было одной из неотложных задач, которые решались в молодой Советской стране. Нужно было разрушить веру в потустороннюю райскую жизнь на небе, обрекавшую человека на терпение и покорность на земле. «Яшка» — антирелигиозная сказка, иронически рисующая прелести «райской» жизни.— Ангелина Даниловна Гречишникова — кандидат филологических наук, завкафедрой детской литературы Московского государственного библиотечного института

Первым после Революции сатирическим произведением М. Горького была сказка «Яшка» — своеобразный иронический памфлет, высмеивающий мифы о загробной жизни тех «народолюбцев», которые — как пишет К. Д. Муратова — подобно высмеянным угодникам любили похвастаться жизненными невзгодами и «мучениями», испытанными ими «народа ради»… «Яшка» — это антирелигиозное, антицерковное сатирическое произведение — стоит в одном ряду с подобными произведениями Д. Бедного («Сказка о батраке Балде и о страшном суде») и В. Маяковского (антирелигиозные лубки).— Евгений Кузьмич Озмитель — доктор филологических наук (1972), завкафедрой теории литературы  Фрунзенского пединститута русского языка и литературы
Советская критика называла сказку «великолепным образцом художественной литературы для детей» и «прекрасная, проникнутая веселым юмором сказка»

## Критика Максимом Горьким в сказке взглядов Толстого и Достоевского
Сказка рассматривается как полемика с философией Л. Н. Толстого. Так, литературовед В. А. Десницкий писал: «Нет сомнения, „сказка“ Горького „Яшка“ объективно, а может быть, даже и сознательно направлена против морально-философских поучительных сказок и повестей Л. Толстого на религиозные темы». А литературовед Б. А. Бялик рассматривал опубликованные в 1918—1919 годах сказку «Яшка» и рассказ «Песня» — «как подступы к очерку „Лев Толстой“» М. Горького, напечатанному в газете «Жизнь искусства», в 1919 году:

В этих произведениях, дополнявших друг друга, была дана критика пассивного отношения к жизни. … Сказка «Яшка», осмеивает тех, кто «в честь и заслугу терпение свое ставят себе» и «мучениями своими хвастаются». В очерке «Лев Толстой» показано, как борьба с пассивностью, с пессимистическим отношением к жизни происходила в душе великого художника.
Также сказка рассматривается как критика Горьким рассказа Ф. М. Достоевского «Мальчик у Христа на ёлке». Если в восприятии Достоевского страдание очищает душу человека, ведёт к духовному совершенствованию, то Горький этой идеи принципиально не принимает — «в сказке „Яшка“ явно выражено авторское неприятие культа страданий»:

У Достоевского Бог спасает ребёнка от жестокости земного мира, он жалеет его и других несчастных детей…
 У Горького же ситуация противоположная: ребёнок жалеет Бога.

## Комментарии
1. ↑  Рассказ «Песня» о том, как в саду в Ялте, называемым владельцем «Райский сад», в шесть часов утра, как только пробьёт колокол в церкви на окраине парка, на дорожках парка появляются девицы, все из Орловской губернии. С лопатами, граблями и садовыми ножницами они расходятся по парку группами и начинают работать — «согнувшись у корней деревьев, расхаживая на четвереньках, как обезьяны, они точно заколдованы своей жалобной песней: «Лучше было б, лучше было б — Не любить!»». Всем девушкам лет по пятнадцать — «и так странно, тоскливо слушать их песни» в этом Райском саду... 

В рассказе «Песня» жалобной, «панихидной» песне крестьянок, придавленных к земле рабским трудом, — скорее даже не песне, а отпеванию, отречению от жизни любви, от радости, — противопоставлена веселая праздничность окружающей природы. Та же мысль выражена в сказке «Яшка».— Б. А. Бялик[27]